# 橋本正徳
橋本 正徳（はしもと まさのり、1976年3月17日 - ）は、福岡県出身の実業家。Backlog、Cacoo、Typetalkを提供する株式会社ヌーラボの創業者。

## 経歴
高校卒業後に上京し、飲食業や劇団主催、クラブミュージックなどに携わる。1998年に福岡に戻り、父親の家業である建築業界で働き、2001年にプログラマーに転身。派遣プログラマーとして働いていたが、「もっと自分たちのソフトウェアを使ってくれる人と対話をしながらものづくりをしたい」と考え、2004年に福岡にて3人の仲間とともに株式会社ヌーラボを設立。代表取締役に就任。また2011年に、テクノロジーとクリエイティブの祭典「明星和楽」を、村上純志氏や山田泰弘氏らと共に立ち上げた。福岡のIT・クリエイティブコミュニティのキーマンの一人でもある。
- 1994年 早良高校卒業。
  - 卒業後上京し、飲食業に携わる。劇団主催や、クラブミュージックのライブ演奏なども経験。
- 1998年 福岡に戻り、父親の家業である建築業に携わる。
- 2001年 プログラマーに転身。
- 2004年 福岡にて株式会社ヌーラボを設立し、代表取締役に就任。
  - チームのコラボレーションを促進する3つのWebサービスBacklog、Cacoo、Typetalkを開発・運営。
  - 福岡本社のほか東京、京都、シンガポール、ニューヨーク、アムステルダムに拠点を持つ。
- 2011年 明星和楽を立ち上げる。
- 2020年 5億円調達[2]を実施し、セキュリティーサービス開発を開始。
- 2021年 全国でのテレビCM[3]放送開始。
- 2022年 東京証券取引所がグロース市場上場を承認。

## 人物
趣味はキャンプ。

## 著書等
- 「会社は「仲良しクラブ」でいい[4]」Discover